# Mario Arisio
Mario Arisio (* 5. Juli 1885 in Turin; † 7. Juli 1950 in Rom) war ein italienischer General des Königlich-Italienischen Heeres zuletzt im Rang eines designierten Armeegenerals. 1943 verteidigte er als Korpskommandant Sizilien während der Landung der Alliierten. Nach dem 8. September unterstützte er als Oberbefehlshaber der 7. Armee die Alliierten bei ihrem Italienfeldzug. 

## Leben

### Offiziersausbildung, Erster Weltkrieg und Zwischenkriegszeit
Mario Arisio absolvierte eine Offiziersausbildung an der Accademia Militare di Modena, die er 1906 als Sottotenente der Infanterie abschloss. Nach verschiedenen Verwendungen als Offizier nahm er am Italienisch-Türkischen Krieg und zwischen 1915 und 1918 am Ersten Weltkrieg teil. Am 1. Juli 1917 wurde er mit einer Tapferkeitsmedaille in Bronze ausgezeichnet.
Nach weiteren Verwendungen in der Zwischenkriegszeit wurde er 1926 zum Oberst befördert und war nacheinander Kommandeur des 231. Infanterieregiments „Avellino“ sowie Kommandant der Zentralen Infanterieschule in Oriolo Romano. Für seine Verdienste wurde ihm 1932 das Offizierskreuz des Ordens der Krone von Italien verliehen. 1934 wurde ihm das Kommando des 39. Infanterieregiments „Bologna“ anvertraut.
Nach seiner Beförderung zum Brigadegeneral am 31. März 1935 fungierte Arisio bis Juli 1936 als Kommandeur der 119. Infanteriebrigade „Gavinana II“. Nach Auflösung der Brigade im Juli 1936 übernahm er das Kommando der aus dem Abessinienkrieg zurückgekehrten 19. Infanteriebrigade „Gavinana“, deren Kommandeur er bis 1938 war. Am 1. Juli 1937 wurde Arisio zum Divisionsgeneral befördert. Im November des gleichen Jahres nahm er auf Einladung des Chefs des Generalstabs und Unterstaatssekretärs des Kriegsministeriums im Kabinett Mussolini, Alberto Pariani, an Gesprächen der von Pariani angestrebten Heeresreform teil. Die Einführung der von Pariani vorgeschlagenen binären Division, die mit der Reduzierung der Anzahl der Regimenter einer Division von drei auf zwei verbunden war, beurteilte er kritisch. 1938 wurde er zunächst Kommandeur der 28. Brigade, aus der die 28. Infanteriedivision „Vespri“ aufgestellt wurde und deren Kommandeur er bis zum 7. März 1939 war. Ebenfalls 1939 übernahm er kommissarisch das Kommando über die 19. Infanteriedivision „Gavinana“, das es bis zur Auflösung der Division am 15. April des gleichen Jahres innehatte. Anschließend war er bis Mai 1939 dem Korpskommando von Turin unterstellt, bevor er das Kommando der 4. Infanteriedivision „Livorno“ übernahm, die er bis zum 1. Dezember 1939 führte. In der Folge übernahm Divisionsgeneral Arisio bis zum 10. Juni 1940 das Kommando der Infanteriedivision „Torino“.

### Zweiter Weltkrieg
Mit der Kriegserklärung Italiens an Frankreich und Großbritannien am 10. Juni 1940 Übernahm Mario Arisio das Kommando über das III. Armeekorps, das der 1. Armee unterstellt war und befehligte dieses in der Schlacht in den Westalpen. Das am Oberlauf der Roya am Colle di Tenda operierende Korps kam in dem kurzen Feldzug wegen der schlechten Witterungsbedingungen und aufgrund der gut ausgebauten französischen Verteidigungsstellungen nur eingeschränkt zum Einsatz. Nach der französischen Kapitulation war sein Korps mit Sicherungsaufgaben in Norditalien betraut. Am 27. Oktober 1940 wurde ihm auf Vorschlag Mussolinis zum Jahrestages des Marsches auf Rom das Großoffizierskreuz des Ordens der Krone von Italien verliehen.
Zur Unterstützung der nach dem italienischen Überfall auf Griechenland in Bedrängnis geratenen italienischen Truppen wurde das III. Armeekorps im November schrittweise nach Albanien verlegt. Arioso langte am 12. November am neuen Kriegsschauplatz ein. In Albanien unterstand sein Korps der neu aufgestellten und von Mario Vercellino befehligten 9. Armee und stand zunächst im Raum Korça. Die Ende November in die Gegenoffensive übergegangene griechische Armee zwang auch Arisio zur Rücknahme seiner Truppen bis an den Ohridsee. Mehrmals beklagte er sich gegenüber Vercellino über den schlechten Zustand seiner ihm unterstellten Truppen und über die hohen Verluste. Erst mit Nachlassen der griechischen Angriffe zu Beginn des Jahres 1941 besserte sich die Situation. Bei der im März fehlgeschlagenen italienischen Frühjahrsoffensive spielte das von Arisio befehligte Korps keine größere Rolle. Nach dem Beginn des deutschen Balkanfeldzuges am 6. April 1941 zogen sich die griechischen Verbände aus Albanien zurück. Bei der Unterzeichnung der griechischen Kapitulation am 23. April standen die italienischen Spitzen jenseits der griechischen Grenze.
Im Mai 1941 gab Arisio das Kommando über das III. Armeekorps an Korpsgeneral Angelo Rossi ab. Am 1. Juli 1941 wurde er zum Korpsgeneral befördert und ihm das Kommando das der 6. Armee unterstellten XII. Armeekorps auf Sizilien übertragen, das mit Sicherungs- und Küstenschutzaufgaben betraut war. Arisio war zunächst mit dem Aufbau der Inselverteidigung betraut, die er im Oktober 1941 an die 6. Armee abgab. Anschließend wurde sein Korps mit der Kontrolle der Westküste betraut. Im Laufe des Jahres 1942 übernahm das XII. Armeekorps auch die Kontrolle der Nordküste und der beiden „Seefestungen“ Palermo und Trapani. Im Mai 1941 wurde ihm das Offizierskreuz des Militärordens von Savoyen verliehen, im Oktober 1942 für seine Verdienste im Frankreich- und Griechenlandfeldzug das Komturkreuz dieses Ordens.
Ende März 1943 wies der Oberbefehlshaber der 6. Armee, Mario Roatta, seine Korpskommandanten Mario Arisio und Carlo Rossi vom XVI. Armeekorps daraufhin, dass man bei einer möglichen alliierte Invasion Siziliens, dieser zunächst mit eigenen Kräfte begegnen müsse. Als in der Nacht auf den 10. Juli 1943 die 7. US-Armee die Landung der Alliierten auf Sizilien einleitete, Deckname Operation Husky, waren die von Arisio befehligten Truppen zunächst nur am Rande betroffen. Lediglich ein Regiment der von General Ottorino Schreiber befehligten 207. Küstendivision wurde bei Licata in schwere Kämpfe mit den landenden US-Truppen verwickelt. Von seinem Stabssitz in Corleone ordnete er am Abend nach dem Verlust von Licata an, Verstärkungen heranzuführen und befahl am darauffolgenden Morgen eine Gegenangriff auf den von 3. US-Infanteriedivision gehaltenen Brückenkopf, der nach mehrstündigen Anrennen scheiterte. Am gleichen Abend übermittelte Arisio an seinen Armeekommandanten Alfredo Guzzoni, der Roatta als Oberbefehlshaber der 6. Armee einige Wochen zuvor abgelöst hatte, dass er weiteren Angriff der Kampfgruppe Schreiber für den folgenden Tag plane. Guzzoni ordnete dagegen an, auf einen weiteren und angesichts der gegnerischen Kräfte aussichtslosen Gegenangriff zu verzichten. Stattdessen sollten die Positionen bei Canicattì gehalten und der weitere Vormarsch des Gegners aufgehalten werden. Am Tag darauf, den 12. Juli 1943, übernahm Francesco Zingales das Kommando über das XII. Armeekorps, während Arisio Adalberto von Savoyen-Genua als Oberbefehlshaber der 7. Armee ablösen sollte.
Am 1. August übernahm er das Kommando der 7. Armee in ihrem Hauptquartier in Potenza in der Basilikata. Nach einer ersten Inspektion beklagte sich Arisio am 8. August, dass die Küstenverteidigung in Kalabrien auch wegen geringer und schlecht motivierter Kräfte vollkommen unzureichend sei. Daraufhin wurden ihm die 26. Panzer-Division und die 29. Panzer-Grenadier-Division der Wehrmacht zur Seite gestellt. Mit der Räumung Siziliens ab dem 10. August, Deckname „Unternehmen Lehrgang“, übernahm die 7. Armee große Teile der nach Kalabrien übergesetzten italienischen Verbände der 6. Armee. Als zunehmend problematisch erwies sich das Verhältnis mit den deutschen Verbündeten. So richtete der am 20. August zum designierten Armeegeneral beförderte Arisio am 26. August eine offizielle Anfrage an das italienische Oberkommando, wer den für die Koordinierung seiner Verbände und die der 10. Armee der Wehrmacht zuständig sei. Eine Antwort darauf erhielt er erst am 4. September, einen Tag nachdem die britischen 8. Armee in Kalabrien in der Operation Baytown gelandet war. Darin wurde ihm zu verstehen gegeben, dass im Zweifelsfall die Deutschen das letzte Wort hätten.
Bei der Bekanntgabe des Waffenstillstands von Cassibile am 8. September 1943 befanden sich Teile seiner Armee bereits auf dem Rückzug. Die Anordnungen des Waffenstillstandes, mit der Einstellung der Feindseligkeiten gegenüber den Alliierten und der bewaffneten Antwort auf deutsche Feindseligkeiten, gab er erst nach nochmaliger Nachfrage beim Oberkommando am Morgen des 9. September an die ihm unterstehenden Armeekorps weiter. Zu diesem Zeitpunkt hatte Arsisio sein Hauptquartier in Potenza bereits geräumt und befand sich mit seinem Stab auf dem Weg nach Apulien. Die zum Teil mit der 10. Armee der Wehrmacht vermischten Verbände der 7. Armee kamen den Aufforderungen des italienischen Oberkommandos nur sporadisch nach und leisteten keinen größeren Widerstand gegenüber dem ehemaligen deutschen Verbündeten. Das ebenfalls nach Apulien abziehende XXXI. Armeekorps blieb weitgehend intakt, da die deutschen Truppen Apulien nach der Landung der Alliierten bei Tarent, Operation Slapstick, am Abend des 9. September geräumt hatten. Des Weiteren waren mit der Bekanntgabe des Waffenstillstandes der von Arisio befehligten 7. Armee das IX. Armeekorps in Apulien und das XIX. Armeekorps in Kampanien unterstellt worden. Zur logistischen Unterstützung der Landung der Alliierten in Apulien, stellte Arioso auf Anforderung des Hauptkommissars der Alliierten Kontrollkommission Noel Mason-MacFarlane ab Mitte September Genietruppen und Fahrzeuge ab. Bis Mitte November 1943 hatte Arisio über 34.000 Mann für Hilfsarbeiten den Alliierten abgestellt. Am 24. November 1943 verlor er mit der Auflösung der 7. Armee sein Kommando als Oberbefehlshaber.
Arioso schied 1947 aus dem aktiven Dienst aus und wurde 1949 in den Ruhestand versetzt.